# Municipalità locale di Nyandeni
Nyandeni è una municipalità locale (in inglese Nyandeni Local Municipality) appartenente alla municipalità distrettuale di O. R. Tambo della Provincia del Capo Orientale in Sudafrica. 
In base al censimento del 2001 la sua popolazione è di 274.420 abitanti.
La sede amministrativa e legislativa è la città di Libode e il suo territorio si estende su una superficie di 2.473 km² ed è suddiviso in 26 circoscrizioni elettorali (wards). Il suo codice di distretto è EC155.

## Geografia fisica

### Confini
La municipalità locale di Nyandeni confina a nord e a ovest con quella di Mhlontlo, a nord con quelle di Ntabankulu e Ingquza Hill, a est con quella di Port St Johns, a sud e a ovest con quella di King Sabata Dalindyebo e a sud con l'Oceano Indiano.

### Città e comuni
- Amasane
- Buntingville
- Gibisela
- Konjyaoyo
- Libode
- Masizakhe
- Mcwebeni
- Mhlanga
- Misty Mount
- Ndluzula
- Ngqeleni
- Ngqubusini
- Ngxangule
- Nobantu
- Notintsila
- Nqabe
- Ntakatye
- Old Bunting
- Qokolweni/Zimbane
- Simanzi
- Stoneyridge
- Xesibe

### Fiumi
- Corana
- Isitsa
- Mdumbi
- Mngazana
- Mngazi
- Mgwenvana
- Mnenu
- Mtakatye
- Mtata
- Ngcolora
- Ngqungqu
- Nxotsheni
- Tina